# Ієн Коллінз (тенісист)
Ієн Коллінз (англ. Ian Collins; 23 квітня 1903 — 20 березня 1975) — колишній британський тенісист.
Здобув 12 одиночних титулів.
Найвищим досягненням на турнірах Великого шолома були фінали в парному та змішаному парному розрядах.

## Фінали турнірів Великого шолома

### Парний розряд :2 поразки
| Результат | Рік  | Турнір               | Покриття | Партнер       | Суперники                   | Рахунок                   |
| --------- | ---- | -------------------- | -------- | ------------- | --------------------------- | ------------------------- |
| Поразка   | 1929 | Чемпіонат Австралії  | Трава    | Колін Ґреґорі | Джек Кроуфорд Геррі Гопмен  | 1–6, 8–6, 6–4, 1–6, 3–6   |
| Поразка   | 1929 | Вімблдонський турнір | Трава    | Колін Ґреґорі | Вілмер Еллісон Джон Ван Рин | 4–6, 7–5, 3–6, 12–10, 4–6 |

### Мікст :2 поразки
| Результат | Рік  | Турнір               | Покриття | Партнер     | Суперники                     | Рахунок       |
| --------- | ---- | -------------------- | -------- | ----------- | ----------------------------- | ------------- |
| Поразка   | 1929 | Вімблдонський турнір | Трава    | Джоан Фрай  | Гелен Віллс Френсіс Гантер    | 1–6, 4–6      |
| Поразка   | 1931 | Вімблдонський турнір | Трава    | Джоан Рідлі | Енн Макк'юн Гарпер Джордж Лот | 3–6, 6–1, 1–6 |